# Tony Beckley
Derek Anthony „Tony“ Beckley (* 7. Oktober 1929 in Southampton; † 19. April 1980 in Los Angeles) war ein englischer Schauspieler. Er verkörperte häufig negative Charaktere oder Psychopathen.

## Kindheit und Jugend
Beckley, der als nichteheliches Kind geboren wurde, lernte seinen Vater nie kennen. Seine Mutter, Beatrice Michell, war Stewardess und arbeitete u. a. auf den Passagierschiffen Mauretania und Aquitania. Aufgrund ihrer beruflichen Tätigkeit war sie selten zu Hause, weshalb Beckley hauptsächlich von einer anderen Frau betreut wurde, die er als seine „Tante“ bezeichnete.
Im Alter von fünf Jahren zog er mit seiner Mutter nach Portsmouth, zu Beginn des Zweiten Weltkriegs wurde er auf ein Internat (Winton House) in Winchester geschickt. In der Schule entdeckte er sein Interesse an der Schauspielerei. Eine Aufführung des lokalen Ensembles in Portsmouth von Emlyn Williams’ „The Corn is Green“ ließ Beckley begeistert und mit dem Entschluss zurück, Schauspieler zu werden – zum Leidwesen seiner Mutter, die sich einen „sicheren“ Beamtenberuf für ihren Sohn gewünscht hatte.
Mit 16 Jahren verließ er die Schule, um als Schauspieler Karriere zu machen. Sein erster Theaterjob umfasste auch das Kochen von Tee und das Putzen der Bühne. Beckley machte dies zwei, drei Monate lang und zog dann nach London. Dort schlug er sich zunächst mit Gelegenheitsjobs als Kellner und in einer Eisfabrik durch. In seiner Freizeit sah er sich oft Theaterstücke im New Theatre an mit bekannten Darstellern wie Laurence Olivier, Ralph Richardson und Alec Guinness.
Kurz vor seinem 18. Geburtstag meldete sich Beckley zur Royal Navy und verbrachte zwei Jahre als Seemann an Bord des Zerstörers HMS Scorpion. Dort fand er Zeit, um sich für die Aufnahmeprüfung an der Royal Academy of Dramatic Art (RADA) vorzubereiten. Er wurde angenommen und erhielt als Ex-Navy-Seemann einen Finanzzuschuss. Während seiner zweijährigen Theaterausbildung schloss Beckley Freundschaften mit der Schauspielerin Sheila Hancock und dem Dramatiker Charles Laurence.

## Karriere
Nach seiner Schauspielausbildung spielte Beckley zunächst für diverse kleinstädtische Ensembles. Durch die Mitgliedschaft in einem Theaterensemble in der Nähe von London ergab sich schließlich eine Möglichkeit, fürs Fernsehen zu arbeiten. Es folgten Gastrollen in populären Fernsehserien wie Sergeant Cork, The Saint (Simon Templar) und Z-Cars sowie ein regelmäßiger Beitrag zu der neuartigen Satiresendung Dig This Rhubarb. 1965 bekam Beckley seine erste Filmrolle als Ned Poins in Orson Welles’ Chimes at Midnight. Danach spielte er in einigen Filmen von Peter Collinson, so in The Penthouse (1967), The Long Day's Dying (1968) und The Italian Job (1969).
Beckleys größte Filmrolle war die des psychotischen Kenny Wemys in The Fiend (1972). In seinem letzten Film spielte er einen weiteren Psychopathen, Curt Duncan in When a Stranger Calls. Außerdem war er u. a. in den Filmen The Lost Continent (1968), Get Carter (1971), Assault (1971), Sitting Target (1972), Gold (1974), und Revenge of the Pink Panther (1978) zu sehen.
Im Fernsehen hatte er Gastrollen in den britischen Serien Manhunt, Callan, Jason King und Die Spezialisten (Special Branch). Seine vielleicht bekannteste Fernsehrolle war die des größenwahnsinnigen Pflanzensammlers Harrison Chase in der Doctor-Who-Folge The Seeds of Doom.
Beckley übernahm auch viele Theaterrollen und spielte u. a. mit Elaine Strich in Tennessee Williams’ Small Craft Warnings sowie in Snap mit Maggie Smith.

## Tod
Beckley starb kurz nach Abschluss der Hauptdreharbeiten für den US-amerikanischen Film When a Stranger Calls. Zu diesem Zeitpunkt hatte er bereits Rollen für weitere Filmprojekte in den Staaten angenommen, ein Fernsehfilm mit dem Titel My Fat Friend war in Arbeit. Beckley sollte zudem eine Rolle in dem Film American Dreamer übernehmen und einen Part in der NBC-Miniserie Beulah Land spielen.
Als Ursache für Beckleys Tod wird gemeinhin Krebs (Gehirntumor) genannt. Laut Sheila Hancock waren die Todesumstände jedoch „mysteriös“. Sie mutmaßte, dass Beckley an AIDS starb; die Krankheit war damals noch unbekannt. Beckley starb im Klinikum der Universität von Kalifornien in Los Angeles und wurde auf dem Hollywood Forever Cemetery begraben.

## Persönlichkeit
Beckley sagte 1979 in einem Interview, dass sich aus seinen Familienverhältnissen nicht ableiten ließe, warum er Schauspieler wurde, außer vielleicht aus „einem Drang nach Aufmerksamkeit, die ich als Kind nicht besonders viel bekam.“
Seine Persönlichkeit scheint in starkem Kontrast zu seinen gestörten Filmcharakteren zu stehen. Von Leuten, die mit ihm arbeiteten, wird er als ausgesprochen freundlicher und witziger Mensch beschrieben, der gut Geschichten erzählen konnte. Beckley bemerkte dazu selbst, dass er sich wunderte, wenn jemand in seinem Verhalten etwas Psychotisches entdecken könnte.
Beckley hatte über 15 Jahre eine Beziehung mit dem Filmproduzenten Barry Krost. Als dieser seine eigene Managementfirma eröffnete, war Beckley sein erster Kunde. Krost produzierte Beckleys letzten Film When a Stranger Calls und war Produktionsassistent für The Penthouse.
Kurz vor seinem Tod zog Beckley nach Kalifornien. Er lebte in einer Wohnung in West Hollywood.

## Filmografie

### Film
- 1965: Falstaff (Chimes at Midnight)
- 1966: Le Candidat[13]
- 1967: Das Penthouse (The Penthouse)
- 1968: Tödlicher Tag (The Long Day’s Dying)
- 1968: Bestien lauern vor Caracas (The Lost Continent)
- 1969: Charlie staubt Millionen ab (The Italian Job)
- 1971: Jack rechnet ab (Get Carter)
- 1971: Tod im Teufelsgrund (Assault)
- 1972: Blutroter Morgen (Sitting Target)
- 1972: The Fiend
- 1974: Gold
- 1975: Der See der verstümmelten Leichen (Diagnosis: Murder)
- 1978: Inspector Clouseau – Der irre Flic mit dem heißen Blick (Revenge of the Pink Panther)
- 1979: Das Grauen kommt um Zehn (When a Stranger Calls)

### Fernsehen
- 1958: ITV Television Playhouse (Miss Em #3.45)
- 1963: ITV Play of the Week (War and Peace #8.29)
- 1963: ITV Play of the Week (The Kidnapping of Mary Smith #8.30)
- 1963: Suspense (Sense of Occasion #2.21)
- 1963: Sergeant Cork (The Case of the Two Drowned Men (#1.3)
- 1963: Dig This Rhubarb (alle Folgen)
- 1963: Simon Templar (The Saint - Marcia #2.6)
- 1963: Simon Templar (The Saint - The Saint Plays With Fire #2.11)
- 1964: Z-Cars (Whistle And Come Home #3.33)
- 1964: Tempo (The Christopher Marlowe Murder Mystery)
- 1964: Sergeant Cork (The Case of the Wounded Warder #1.36 or #4.2)
- 1965: Knock on Any Door (First Offender #1.6)
- 1966: Sergeant Cork (The Case of a Lady's Good Name #2.11)
- 1966: ITV Sunday Night Drama (Four Triumphant: St David)
- 1968: ITV Playhouse (Murder: The Dancing Man #1.31)
- 1970: Parkin's Patch (The Journey #1.16)
- 1970: Kate (Say It With Flowers #1.7)
- 1970: Manhunt (The Ugly Side of War #1.17)
- 1970: Manhunt (Machine #1.20)
- 1970: Callan (Suddenly - At Home #3.5)
- 1972: Jason King (Toki #1.12)
- 1973: Arthur of the Britons (The Swordsman #2.1)
- 1974: Die Spezialisten (Special Branch) (Catherine the Great #4.2)
- 1976: Doctor Who (The Seeds of Doom)
- 1976: Der kleine Lord (Little Lord Fauntleroy, 3 Folgen)
- 1977: This Is Your Life (Sheila Hancock)
- 1977: The Velvet Glove (Happy in War #1.1)
- 1977: The Cost of Loving (The Assailants #1.5)

## Theater
- 1960: Time Limit![14]
- 1961: Mother[15]
- 1962: The Bed Bug
- 1962: Arden of Faversham[16]
- 1962: Infanticide in the House of Fred Ginger[17]
- 1966: Lorca[18]
- 1969: Hedda Gabler[19]
- 1973: Small Craft Warnings
- 1974: Snap[20]